# الزاوية الجزولية
الزاوية الجزولية هي زاوية صوفية ومدرسة إسلامية في مراكش، المغرب. وهي من أهم الزوايا المغربية التي ساهمت في نشر التصوف الشاذلي في المغرب.

## تاريخ
للزاوية الجازولية أسماء أخرى مثل زاوية سيدي محمد بن سليمان الجزولي وزاوية سيدي بن سليمان الجزولي نسبة إلى محمد بن سليمان الجزولي والمعروف أيضًا باسم الإمام الجزولي وهو أحد رجال مراكش السبعة. وبنيت الزاوية على قبر الإمام بعد وفاته في القرن الخامس عشر.